# Аллахгулиев, Сабир Абдулла оглы
Сабир Абдулла оглы Аллахгулиев (азерб. Allahquliyev Sabir Abdullah oğlu; род. 12 мая 1988, Сумгаит) — азербайджанский футболист. Амплуа — нападающий. Защищает цвета сборной Азербайджана по пляжному футболу.

## Биография
Воспитанник сумгаитской школы футбола.

## Клубная карьера
Профессиональную карьеру начал в 2010 году с выступления во втором по титулованности клубе Азербайджана — гянджинском «Кяпазе». В сезоне 2011/2012 провел в составе «Кяпаза» 27 игр, забив при этом в ворота соперника 3 мяча.
В мае 2012 года подписал контракт с клубом «Сумгаит» по системе 1+1. Выступал в команде под № 20.

## Сборная Азербайджана
Дебютировал в составе Олимпийской сборной Азербайджана в 2007 году.

### Сборная Азербайджана по пляжному футболу
Сабир Аллахгулиев участвовал на селекционных сборах сборной Азербайджана по пляжному футболу, которые прошли с 27 мая по 5 июня 2011 года в Баку и с 5 по 6 ноября 2013 года в Футбольной Академии АФФА, на пляжном стадионе «Далга Арена».